# Heinrich Buschmann (Physiker)
Heinrich Buschmann (* 9. Januar 1930; † 1. Januar 2016) war ein deutscher Physiker, Ingenieur und Professor.

## Leben
Buschmann wurde am 9. Januar 1930 in Sachsen geboren. Er studierte in Erlangen und München Physik. Nach seinem Studium arbeitete er acht Jahre lang bei Siemens in der Fernschreiber-Entwicklung unter der Leitung von Curt Brader. 1963 folgte er Brader an den neu gegründeten Lehrstuhl für Elektromechanische Konstruktionen und konstruktive Entwicklung elektromechanischer Geräte an die Technische Universität Darmstadt. Zunächst war er dort als wissenschaftlicher Assistent angestellt und wurde 1967 promoviert. 1972 wurde er dort (damals Fachbereich 18: Elektrische Nachrichtentechnik; heute: Fachbereich Elektrotechnik und Informationstechnik) zum Universitätsprofessor berufen. Im Februar 1989 trat er in den Ruhestand.

## Wirken
Von Anfang an wirkte Buschmann am Aufbau des neuen Studiengangs Elektromechanische Konstruktionen mit. Insbesondere war er federführend beim Aufbau der Projektseminare Praktische Entwicklungsmethodik (PEM). Dafür erhielt er 2013, zusammen mit weiteren Mitarbeitern des Instituts, den 1. Preis Exzellenz in der Lehre.
Seine Arbeitsgebiete waren Kleinantriebe, Messtechnik in der Elektromechanik und Entwicklungswissenschaft.
Darüber hinaus interessierte ihn das Thema Kreativität.
Buschmann war der Verfasser zahlreicher Veröffentlichungen und Inhaber zahlreicher Patente.

## Ehrungen
- 2013: Erster Projektpreis für Exzellenz in der Lehre für die Projektseminare Praktische Entwicklungsmethodik (PEM)[5]